# Мазунов, Андрей Вячеславович

Андрей и Дмитрий Мазуновы в 1989 году

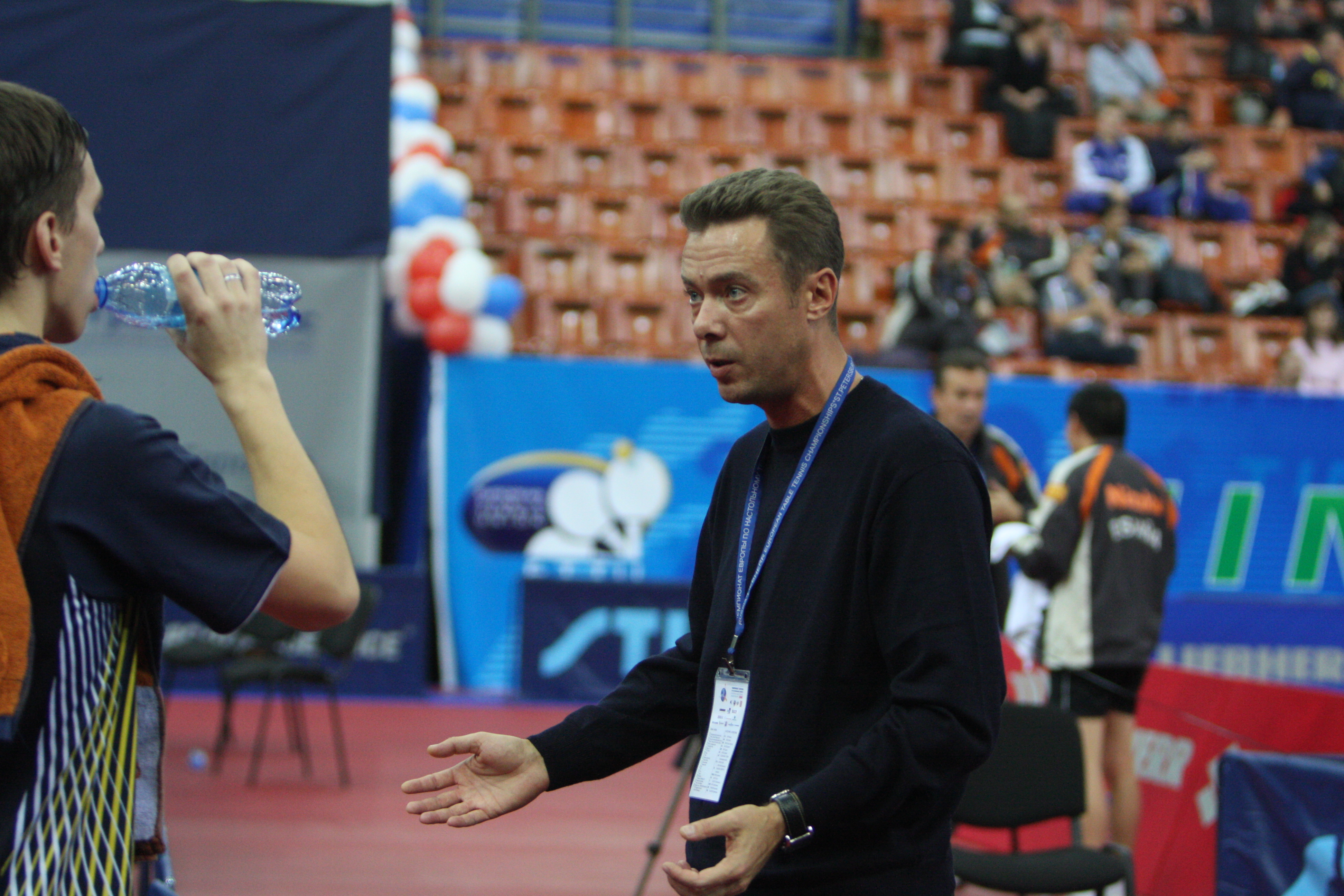
Андрей Мазунов — тренер российской молодёжной сборной (2008 год)

Андре́й Вячесла́вович Мазуно́в (род. 31 марта 1967, Горький) — советский и российский спортсмен, мастер спорта СССР международного класса по настольному теннису (В словаре от 2005 года утверждается, что он — «Заслуженный мастер спорта»), тренер юниорской сборной России. Старший брат Дмитрия Мазунова.
Закончил Нижегородский педагогический университет, факультет физического воспитания (2006).

## Биография
Настольным теннисом начал заниматься в девять лет. По собственному признанию, в спорт пришёл случайно — пошёл поиграть с приятелем на спортивную базу завода имени Ульянова, где его и заметил тренер Михаил Сергеевич Носов. В увлечении спортом Андрея поддерживал отец, кандидат в мастера спорта по шахматам.
По словам спортсмена, в детстве он много тренировался — по 8—10 часов в день. Первой в распорядке дня была двухчасовая тренировка в бассейне, затем — два часа занятий настольным теннисом, потом школьные уроки и вновь тренировка по теннису.
В 13 лет спортсмен выполнил норматив мастера спорта, после чего был включён в состав юношеской сборной СССР. Первыми крупными успехами Андрея Мазунова стали победы на юниорском чемпионате Европы и в чемпионате мира в кадетской группе в 1981 году.
В 1982 году дебютировал в составе сборной СССР. За свою спортивную карьеру выступал за сборные СССР, СНГ и России. Участвовал в трёх Олимпийских играх 1988, 1992 и 1996 годов. Призовых мест на олимпийских соревнованиях не занимал, наивысшим достижением является выход в четвертьфинал Игр 1992 года в парном разряде с братом Дмитрием Мазуновым.
В 1992 году на Кубке мира среди пар в Лас-Вегасе Андрей Мазунов в паре с братом завоевал серебряную медаль. Различные источники дают противоречивую информацию, под каким флагом на этих соревнованиях выступали братья: под флагом Объединённой команды или уже под флагом России.
Участие в соревнованиях прекратил в 1999 году, а с октября 2005 года является тренером юниорской сборной России.
Андрей Мазунов вместе с братом Дмитрием долгое время прожил в Германии, где играл с 1993 года в различных клубах немецкой лиги и тренировал в частной спортивной школе, затем из-за проблем со здоровьем оставил работу.
По информации немецкого издания Tischtennis Андрей Мазунов играл в следующих клубах немецкой лиги:
- 1991–1992 TSV Milbertshofen
- 1992–1993 TTC Helga Hannover
- 1993–1994 RC Protesia Hamburg
- 1994–1995 Post SV Telekom Augsburg
- 1995–1996 Würzburger Kickers
- 1996–1998 DJK Offenburg
- 1998–2000 TSG Dülmen
- 2000–2001 TuS Rammersweier
- 2001–2014 TTF Altshausen

В 2005 году вернулся в Россию.

## Спортивные достижения
- бронзовый призёр чемпионата мира 1991 — в парном разряде вместе с братом;
- серебряный призёр чемпионата Европы (1988 — в одиночном разряде);
- трёхкратный бронзовый призёр чемпионатов Европы (1984 — в одиночном разряде; 1988 — в командном разряде; 1990 — в парном разряде вместе с братом);
- четырёхкратный победитель юниорских первенств Европы (1981—1984);
- трёхкратный чемпион СССР в одиночном разряде;
- многократный победитель чемпионата СССР в парном разряде и миксте (в паре с братом, Борисом Розенбергом и Нарине Антонян);
- многократный победитель командного чемпионата СССР;
- неоднократный победитель чемпионатов РСФСР в одиночном и парном разрядах;
- многократный победитель Спартакиады народов СССР в одиночном, парном и командном разрядах.